# 플리 바겐
사전형량조정제도(事前刑量調停制度), 또는 플리 바겐(영어: plea bargain, plea agreement, plea deal, copping a plea, plea in mitigation)은 검찰이 수사 편의상 관련자나 피의자에 대해 유죄를 인정하거나 증언을 하는 대가로 형량을 낮추거나 조정하는 협상제도이다. 미국에서 광범위하게 쓰이고 있다. 미국의 90% 이상의 형사 사건이 이 제도를 통해 끝나고 나머지 10% 이하의 형사 사건만이 재판으로 간다는 통계가 있다. 재판을 해야 하는 사건의 수를 줄일 수 있으나 진실추구와 거리가 멀다는 비판이 있다.
사전형량조정제도는 반드시 자발적이고 현명하게 만들어져야 하고 공개 법정에서 이루어져야 하며 기록을 남겨야 한다. 검사는 형량에 동의할 의무가 없으며 판사는 만약 피고가 범죄를 저지르지 않았다고 생각할 경우 유죄 항변의 승인을 거절할 수 있다.

## 같이 보기
- 미국의 플리 바게닝
- 유무죄인정